# Mami Shindō
Mami Shindō (jap. 進藤 真美, Shindō Mami; * 22. Februar 1975 in Obanazawa, Präfektur Yamagata als Mami Homma (本間 真美)) ist eine frühere japanische Biathletin. Sie nahm an sieben Biathlon-Weltmeisterschaften und Olympischen Winterspielen teil.
Mami Shindō betrieb zunächst Skilanglauf, wechselte 1993 aber zum Biathlonsport. Dazu musste sie wie in Japan üblich zur „Winterkampfausbildungseinheit“ (Tōsenkyō) der Bodenselbstverteidigungsstreitkräfte gehen. Sie lebt in Shinjō und trainierte in Sapporo. Zu Beginn der Saison 1995/96 gab sie in Östersund ihr Debüt im Biathlon-Weltcup und wurde 83. eines Einzels. In Antholz gewann sie wenig später als 25. in einem Sprint erstmals einen Weltcuppunkt. Erster Höhepunkt der Karriere wurden die Biathlon-Weltmeisterschaften 1996 in Ruhpolding, bei denen die Japanerin die Plätze 66 im Einzel 47 im Sprint und mit Hiromi Suga, Sakiko Takefushi und Yukari Abe Rang neun im Staffelrennen erreichte. Nächstes Großereignis wurden die Biathlon-Weltmeisterschaften 1997 in Osrblie. Shindō belegte die Plätze 50 im Einzel sowie mit Suga, Ryōko Takahashi und Kyōko Yamauchi im Staffelrennen und mit Suga, Takefushi und Takahashi im Mannschaftsrennen jeweils den 15. Rang. Im heimischen Japan wurden die Olympischen Winterspiele 1998 in Nagano die ersten Olympischen Spiele Shindōs. Im Einzel erreichte sie Platz 29 und mit Suga, Mie Takeda und Takahashi im Staffelrennen Platz 14.
Die Saison 1998/99 brachte für Shindō mit einem zehnten Rang in einem Sprintrennen in Valcartier die beste Platzierung in einem Weltcuprennen. Zudem belegte sie in der Gesamtwertung der Saison den 38. Platz, ohne weitere herausragende Ergebnisse vorweisen zu können, ein Beleg für ihre sportliche Konstanz über die Saison. Die Biathlon-Weltmeisterschaften 1999 verliefen wetterbedingt chaotisch. In Kontiolahti konnte noch der Sprint durchgeführt werden, bei dem Shindō auf den 43. Platz kam, sowie das Staffelrennen, bei dem Japan mit Shindō, Takahashi, Tamami Tanaka und Suga Zehnter wurde. Das Einzel musste am Holmenkollen in Oslo ausgetragen werden, dort wurde die Japanerin 38. Am selben Ort wurden auch die Biathlon-Weltmeisterschaften 2000 veranstaltet. Shindō startete im Einzel und wurde dort 26., im Sprint, wo sie 46. wurde, und 38. im Verfolgungsrennen. Die Staffel in der Besetzung des Vorjahres wurde Neunte. Mit der Staffel folgten auch weitere gute Resultate 2000, als in Lahti und in Antholz japanische Staffeln mit Shindō zweimal Viertplatzierte werden konnten. In Pokljuka trat sie 2001 letztmals bei Weltmeisterschaften an und erreichte die Plätze 22 im Einzel, 41 im Sprint, 43 in der Verfolgung und wurde Neunte in der bewährten Staffelbesetzung der beiden Vorjahre. Letztes Großereignis und Abschluss der Karriere wurden die Olympischen Winterspiele 2002 in Salt Lake City. Bei den Wettkämpfen in Soldier Hollow wurde Shindō 64. des Einzels, 45. im Sprint und 41. der Verfolgung. Die zum vierten Mal in Folge beim Saisonhöhepunkt in derselben Besetzung angetretene Staffel erreichte Rang 14.

## Biathlon-Weltcup-Platzierungen
Die Tabelle zeigt alle Platzierungen (je nach Austragungsjahr einschließlich Olympische Spiele und Weltmeisterschaften).
- 1.–3. Platz: Anzahl der Podiumsplatzierungen
- Top 10: Anzahl der Platzierungen unter den ersten zehn (einschließlich Podium)
- Punkteränge: Anzahl der Platzierungen innerhalb der Punkteränge (einschließlich Podium und Top 10)
- Starts: Anzahl gelaufener Rennen in der jeweiligen Disziplin

| Platzierung              | Einzel | Sprint | Verfolgung | Massenstart | Team | Staffel | Gesamt |
| ------------------------ | ------ | ------ | ---------- | ----------- | ---- | ------- | ------ |
| 1. Platz                 |        |        |            |             |      |         |        |
| 2. Platz                 |        |        |            |             |      |         |        |
| 3. Platz                 |        |        |            |             |      |         |        |
| Top 10                   |        | 1      |            |             |      | 16      | 17     |
| Punkteränge              | 2      | 6      | 7          | 1           | 1    | 24      | 41     |
| Starts                   | 29     | 50     | 28         | 1           | 1    | 26      | 135    |
| Stand: nach Karriereende |        |        |            |             |      |         |        |